# Cuando el dragón despierte
Cuando el dragón despierte (inglés:The Dragon Waiting) es una novela del escritor John M. Ford publicada en 1983. Ganó el Premio World Fantasy de 1984 a la mejor novela.
La novela es una historia alternativa, que combina vampiros, la familia Médici y la compleja intriga política de los reyes Eduardo IV y Ricardo III. El libro también juega con el destino de los sobrinos de Ricardo III, aprisionados en la Torre de Londres.

## Sinopsis
La historia comienza en el año 1478 en una Europa donde las fuerzas de la oscuridad y la magia enfrentan a las distintas potencias.
El Imperio bizantino no ha caído, sino que es más poderoso que nunca y domina media Europa. Juliano el Apóstata, conocido como Juliano el Sabio, consiguió acabar con el cristianismo como religión oficial y la expansión imperial prosigue sin que nadie parezca capaz de detenerla.
En este contexto se produce la presentación de los protagonistas: un muchacho fascinado por un brujo vampiro en apuros en las frías montañas del norte de Gales, otro que presencia el asesinato de su padre a manos de los enviados del Imperio Bizantino a la Galia y una muchacha hija de un doctor en medicina con grandes conocimientos en Florencia. Posteriormente se encuentran en los Alpes varios años después, donde unidos por su odio hacia el Imperio Bizantino se dirigen a Inglaterra para detener su avance.

## Ediciones inglesas
- 1983, Timescape Books, ISBN 0-671-47552-5
- 1985, Avon Books, ISBN 0-380-69887-0
- 2002, Victor Gollancz Ltd (#29 in Fantasy Masterworks line), ISBN 0-575-07378-0